# Baphomets Fluch 2.5
Baphomets Fluch 2.5: Die Rückkehr der Tempelritter ist ein 2008 für Microsoft Windows erschienenes Point-and-Click-Fanadventure. Es ist eine inoffizielle Fortsetzung zum 1997 erschienenen Spiel Baphomets Fluch 2, das von Fans der Reihe Baphomets Fluch mit nicht-kommerziellen Hintergrund entwickelt wurde.

## Entwicklung
Ein Team aus 40 Hobbyisten entwickelte das Spiel. Für Art Directors des Fan-Adventures, Šarūnas Ledas, war dies ein Sprungbrett in die professionelle Spiele-Entwicklung. Die Entwicklungszeit betrug über 8 Jahre. Das Fanprojekt erhielt eine Genehmigung von Revolution Software. Zudem durften die Sprites aus den Vorgängern verwendet werden. Durch ScummVM ist es auch auf weiteren Plattformen spielbar.

## Handlung
Das Spiel setzt nach der Handlung von Die Spiegel der Finsternis an. Erst muss George Nico wegen geschäftlicher Angelegenheiten für längere Zeit verlassen, dann hält ihn auch noch der Tod seines Großvaters von Paris fern. Als er schließlich ein mysteriöses Telegramm erhält, in dem ihm Nicos Tod mitgeteilt wird, macht sich George sofort auf den Weg nach Europa. In Paris angekommen, muss er verwirrt feststellen, dass Nico entgegen der Aussage des Telegramms noch lebt. Doch das Wiedersehen ist alles andere als herzlich, Nico weist George brüsk ab. Nach einem Treffen mit ihrem gemeinsamen Bekannten André Lobineau erfährt er beunruhigende Dinge über Nicos Verstrickung in den Mord am Oberbürgermeister von Paris und eine mögliche Rückkehr der Neo-Templer.

## Sprecherliste
Das Spiel wurde professionell mit den Stimmen des Originalspiels vertont. Die teils bekannten Synchronsprecher aus der Filmbranche verzichteten auf ihre Gage. Die Synchronisation erfolgte ehrenamtlich durch die toneworx GmbH.
| Rolle            | deutscher Sprecher |
| ---------------- | ------------------ |
| George Stobbart  | Alexander Schottky |
| Nicole Collard   | Agnes Regan        |
| André Lobineau   | Dirk Meyer         |
| Professor Arruda | Andreas W. Schmidt |
| Khan             | Stefan Fredrich    |
| Christophe Brai  | Clemens Grote      |
| Jimmy McLaugh    | Ralf Kellen        |
| Pearl Henderson  | Birgitta Assheuer  |
| Duane Henderson  | Stefan Reusch      |

## Rezeption
PC Action bemerkte die liebevolle Grafik der Demoversion und war überrascht, dass es sich um ein Fanspiel handelt. Die Geschichte reihe sich nahtlos in die Serie ein. Der Grafikstil sei jedoch nicht einheitlich und zwar höher aufgelöst, aber teils nicht so detailliert wie das kommerzielle Vorbild. Es handle sich um eine Hommage an die Vorgänger. Die zahlreichen Anspielungen würden in den Dialogen auch für Serienneulinge erklärt. Das Spiel verbinde gekonnt modernen Bedienkomfort, kurzweiligen Knobelspaß in klassischem Grafikgewand. Die Länge des Spiels sei ungewöhnlich für ein Fanadventure. Hintergründe und Charaktere seien in Qualität der Originalspiele, nur die 3D gerenderten Zwischensequenzen fielen qualitativ etwas ab. Adventure Corner lobte die beachtenswerte Leistung über einen so langen Zeitraum das Spiel zu vollenden. Der Grafikstil besitze auch eigene Ideen. Die Soundqualität steche positiv hervor. Das Rätseldesign verschenke jedoch teils viel Potenzial. Das Ende komme abrupt.